# Хроники Спайдервика

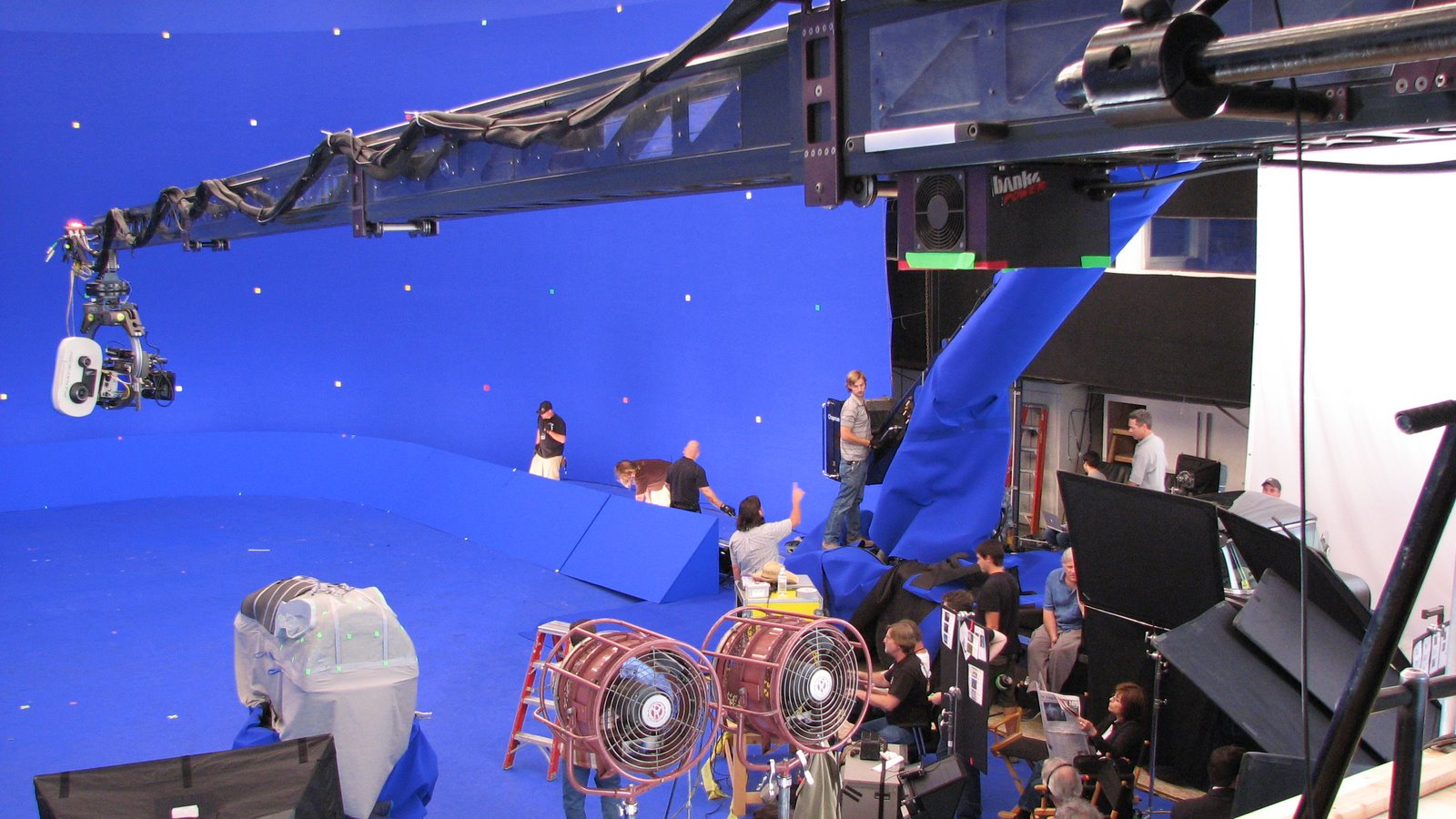
Съёмки фильма

«Спайдерви́к: Хро́ники» (англ. The Spiderwick Chronicles) — семейное фэнтези 2008 года, снятое Марком С. Уотерсом по мотивам одноимённого цикла книг Холли Блэк и Тони ДиТерлицци. Слоган: «Этот мир ближе, чем ты думаешь». После «Закона об информации» фильм получил оценку 12+ (для зрителей, достигших возраста двенадцати лет).

## Сюжет
Рядом с людьми живут незримые существа. Те, кто разуверился в чудесах, зовут их сказкой. Но люди с открытым сердцем и взглядом знают волшебный народ. Таким был и Артур Спайдервик. Он собрал все свои знания, систематизировал и поместил в книгу. Спустя восемьдесят лет после её написания, в дом, где хранится диковинная энциклопедия, заселяется семейство Грейс. Юный Джаред обнаруживает замурованный кабинет на втором этаже, а в нём ту самую книгу. Мальчик впитывает знания, но зло не дремлет. Огр Мульгарат, следуя своим страшным планам, желает непременно заполучить артефакт.

## Создатели фильма

### Продюсеры
- Стив Барнетт (Steve Barnett)
- Том С. Пейтцман (Tom C. Peitzman)
- Джозетт Перротта (Josette Perrotta)
- Джулия Пистор (Julia Pistor)
- Джули Кэйн Ритщ (Julie Kane Ritsch)
- Сайленн Томас (Silenn Thomas)
- Шерил А. Ткач (Cheryl A. Tkach)
- Холли Блэк (Holly Black)
- Марк Кантон (Mark Canton)
- Тони ДиТерлицци (Tony DiTerlizzi)
- Ларри Дж. Франко (Larry J. Franco)
- Эллен Голдсмит-Вейн (Ellen Goldsmith-Vein)
- Кэтлин Кеннеди (Kathleen Kennedy)
- Кэри Киркпатрик (Karey Kirkpatrick)
- Фрэнк Маршалл (Frank Marshall)

### Сценаристы
- Кэри Киркпатрик (Karey Kirkpatrick)
- Дэвид Беренбаум (David Berenbaum)
- Тони ДиТерлицци (Tony DiTerlizzi) (книга)
- Холли Блэк (Holly Black) (книга)

### Оператор
- Калеб Дешанель (Caleb Deschanel)

### Композитор
- Джеймс Хорнер (James Horner)

## В ролях
| Роль                                                                                                   | Актёр (актриса)  |
| семья Грейс                                                                                            | семья Грейс      |
| --- | ---------------- |
| Джаред Эван Грейс, главный протагонист фильма, брат-близнец Саймона, брат Мэллори, сын Хелен и Ричарда | Фредди Хаймор    |
| Саймон Эверетт Грейс, брат-близнец Джареда, брат Мэллори, сын Хелен и Ричарда                          | Фредди Хаймор    |
| Мэллори Эван Грейс, старшая сестра Джареда и Саймона, дочь Хелен и Ричарда                             | Сара Болжер      |
| Хелен Грейс, мама Джареда, Саймона и Мэллори, жена Ричарда                                             | Мэри-Луиз Паркер |
| Ричард Грейс, отец Джареда, Саймона и Мэллори, муж Хелен                                               | Эндрю МакКарти   |
| семья Спайдервик                                                                                       |                  |
| тётя Люсинда Спайдервик                                                                                | Джоан Плаурайт   |
| юная Люсинда                                                                                           | Джорди Бенаттар  |
| Артур Спайдервик, автор путеводителя и владелец особняка                                               | Дэвид Стрэтэйрн  |
| миссис Спайдервик                                                                                      | Лиз Дюроше-Вьен  |
| Фантастические создания                                                                                |                  |
| Мульгарат, главный антагонист фильма и предводитель гоблинов (озвучивание)                             | Ник Нолти        |
| хобгоблин Пискун (озвучивание)                                                                         | Сет Роген        |
| Портняжка (озвучивание)                                                                                | Мартин Шорт      |
| гоблин Красный колпак (озвучивание)                                                                    | Рон Перлман      |

## Роли дублировали
- Томас Шлеккер — Джаред Грейс
- Дмитрий Череватенко — Саймон Грейс
- Ольга Плетнёва — Хелен Грейс
- Лина Иванова — Мэллори Грейс
- Александра Назарова — тётя Люсинда Спайдервик
- Никита Прозоровский — Артур Спайдервик
- Олег Куценко — Мульгарат
- Константин Карасик — Пискун
- Алексей Колган — Портняжка
- Елизавета Мартиросова — юная Люсинда

## Саундтрек
Вся музыка написана Джеймсом Хорнером.
| №                   | Название                                          | Длительность |
| ------------------- | ------------------------------------------------- | ------------ |
| 1.                  | «Writing The Chronicles»                          | 3:03         |
| 2.                  | «So Many New Worlds Revealed»                     | 5:12         |
| 3.                  | «Thimbletack And The Goblins»                     | 5:16         |
| 4.                  | «Hogsqueal's Warning Of A Bargain With Mulgarath» | 5:16         |
| 5.                  | «Discovering Spiderwick's Secret Workshop»        | 3:25         |
| 6.                  | «Dark Armies From The Forest Attack»              | 3:06         |
| 7.                  | «Burning The Book»                                | 2:44         |
| 8.                  | «A Desperate Run Through The Tunnels»             | 4:47         |
| 9.                  | «Lucinda's Story»                                 | 6:02         |
| 10.                 | «The Flight Of The Griffin»                       | 6:56         |
| 11.                 | «Escape From The Glade»                           | 4:45         |
| 12.                 | «The Protective Circle Is Broken....!»            | 2:08         |
| 13.                 | «Jared And Mulgarath Fight For The Chronicles»    | 4:17         |
| 14.                 | «Coming Home»                                     | 6:18         |
| 15.                 | «Closing Credits»                                 | 6:18         |
| Общая длительность: | Общая длительность:                               | 1:11:38      |

- Саундтрек записан коллективом «Hollywood Studio Symphony» под управлением автора.
- Оркестровки: Карл Джонсон, Эдди Карам, Гари Томас, Стивен Берстайн.
- Программирование синтезаторов: Иэн Андервуд, Аарон Мартин

## Сборы
Бюджет фильма составил 90 млн долларов США. В прокате с 14 февраля по 8 мая 2008 года, наибольшее число показов в 3847 кинотеатрах единовременно. За время проката собрал в мире 162 839 667 долларов, из них 71 195 053 долларов в США и 91 644 614 долларов в остальном мире. В странах СНГ фильм шёл с 20 марта по 5 мая 2008 года и собрал 4 115 458 долларов.

## Сериал
Сериал был анонсирован в ноябре 2021 года и стал копродукцией Paramount Television Studios и 20th Television. Производство началось в феврале 2022 года. В мае того же года Кэт Койро стала продюсером сериала и режиссёром первых двух эпизодов. Главные роли в сериале получили Лайон Дэниелс, Ноа Коттрелл и Михаэла Ли. Кроме того, к актёрскому коллективу присоединился Кристиан Слэйтер. Съёмки проходили в Канаде с сентября 2022 года по январь 2023. Премьера состоялась 19 апреля 2024 года на потоковом сервисе The Roku Channel. Сериал получил неоднозначные отзывы критиков.